# パウル・ダイムラー
パウル・ダイムラー（ドイツ語: Paul Daimler, 1869年8月13日 - 1945年12月22日）は、ドイツの自動車技術者である。

## 経歴
1869年8月13日、技術者であるゴットリープ・ダイムラーの長男として生まれた。

### 「最初のオートバイ」の運転（1885年）
1885年、父とその協力者であるヴィルヘルム・マイバッハが、ガソリンエンジンを搭載した木製のモーターサイクルであるニーデルラート（ダイムラー・リートワーゲン）を開発した。同車はダイムラーにとって最初の自動車であり、後に史上初のオートバイとみなされるようになるものである。
同年11月18日、この時に17歳のパウル・ダイムラーはその操縦を任され、シュトゥットガルト近郊で3 km以上を走るテスト走行を成功させた。

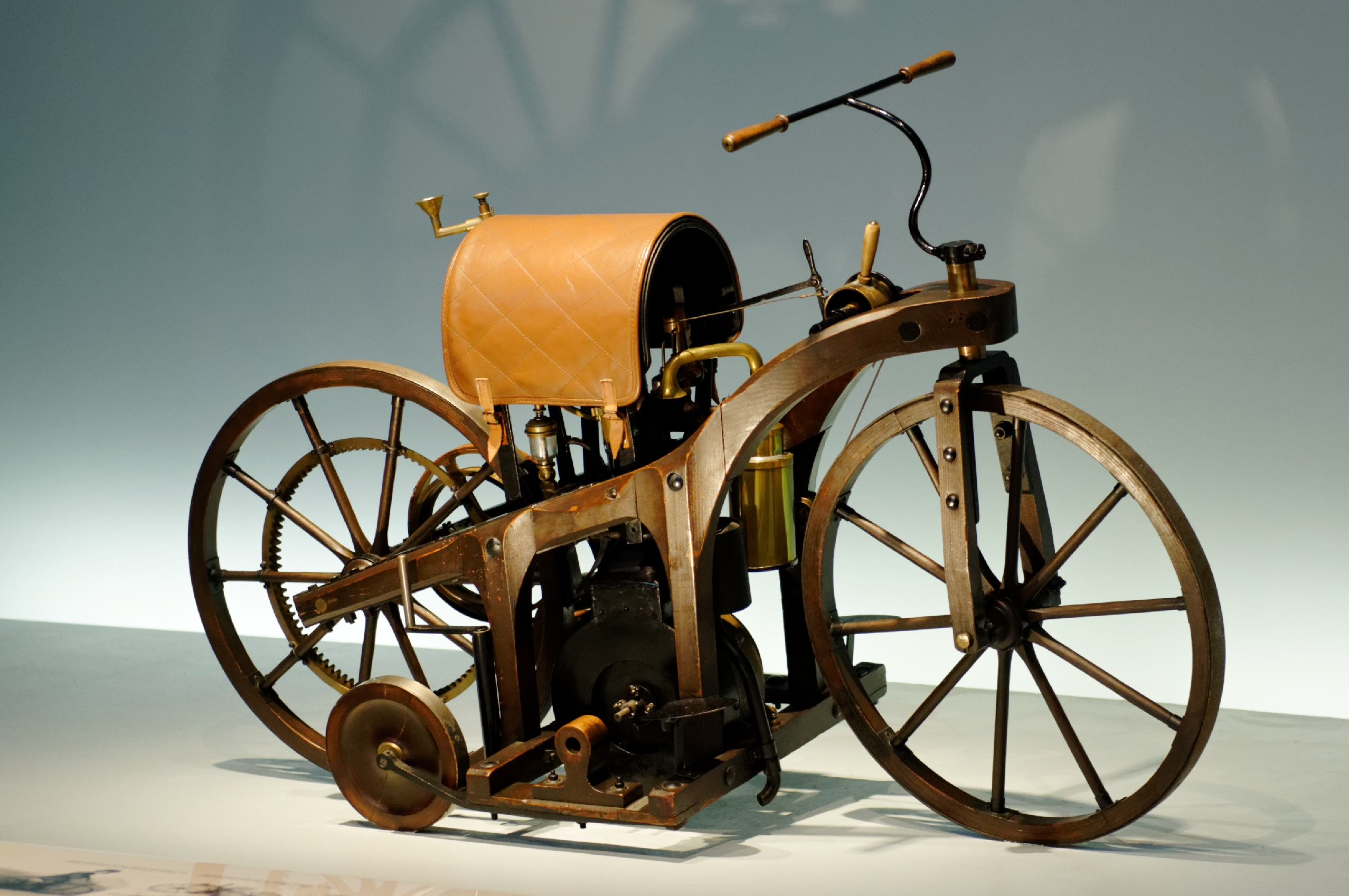
ダイムラー・リートワーゲン（複製）。補助輪は走行中は畳まれる。

### ダイムラー（1897年 - 1902年）
シュトゥットガルト工科大学で学んだ後、1897年に父の会社であるダイムラー社に入り、カンシュタットに所在する同社の設計事務所で働き始めた。ほどなくパウルは同所の設計チームを任されるようになるが、同社の車両開発を取り仕切っていたマイバッハとはしばしば意見の相違があり、競争関係となる。
1899年、パウル・ダイムラーのチームは自動車の一大需要地だったフランス市場向けに「ヴォワチュレット」と呼ばれる小型車の開発を始めた。この車両はパウル・ダイムラーにちなんで、パウル・ダイムラー・ヴァーゲン（PDヴァーゲン）の名でも知られる。この車両のエンジンはボッシュ社が発明したスパークプラグを用いた点火システムを1900年の時点で採用しており、他のエンジンの出力がせいぜい2馬力程度に過ぎなかった当時に6馬力を出力可能とした。これにより、他の自動車の最高速度が時速20㎞ほどで馬より遅かったのに対して、PDヴァーゲンは倍の時速40㎞で走れるようになり、長距離移動を前提とすれば、馬の速さを完全に超えた。
1900年6月、この年の春にダイムラー社がエミール・イェリネックから依頼を受けていた「高性能なレース用車両」の開発に協力するため、自分のプロジェクトは一旦停止して、マイバッハと協働を始める。この時、当時のダイムラー社の技術の粋を集めて開発されたのが、後に最初の「メルセデス」として知られることになるメルセデス・35PS（35HP）である。同車はその名の通り、PDヴァーゲンの6倍近い35馬力もの出力を実現し、最高速度は時速70㎞に達した。
1900年10月末にパウル・ダイムラーは自身のプロジェクトに戻り、1901年末にPDヴァーゲンを完成させた。しかし、その頃には「メルセデス」が人気を博しており、ダイムラーの工場はメルセデスの生産で手一杯の状態となっていたことから、PDヴァーゲンはわずかな生産数に留まった。

### アウストロ・ダイムラー（1902年 - 1907年）
1902年、オーストリア＝ハンガリー帝国のウィーナー・ノイシュタットに所在するアウストロ・ダイムラーに移り、自動車開発全般の責任者である技術部長となる。元々、パウルは1899年に同社が設立された際に技術部門の責任者に任命されていたのだが、父ゴットリープの他界（1900年3月）と、その後のメルセデス、ヴォワチュレットへの関与のため赴任が遅れたという経緯である。
アウストロ・ダイムラーでは再び小型車の製造と販売を試みたが、これもまた成功を収めることはなかった。その一方、同社ではトラック製造に注力した。
同社におけるパウル・ダイムラーの車両としては、四輪駆動のアウストロ・ダイムラー装甲車（1906年）がよく知られる。

### ダイムラー（1907年 - 1923年）

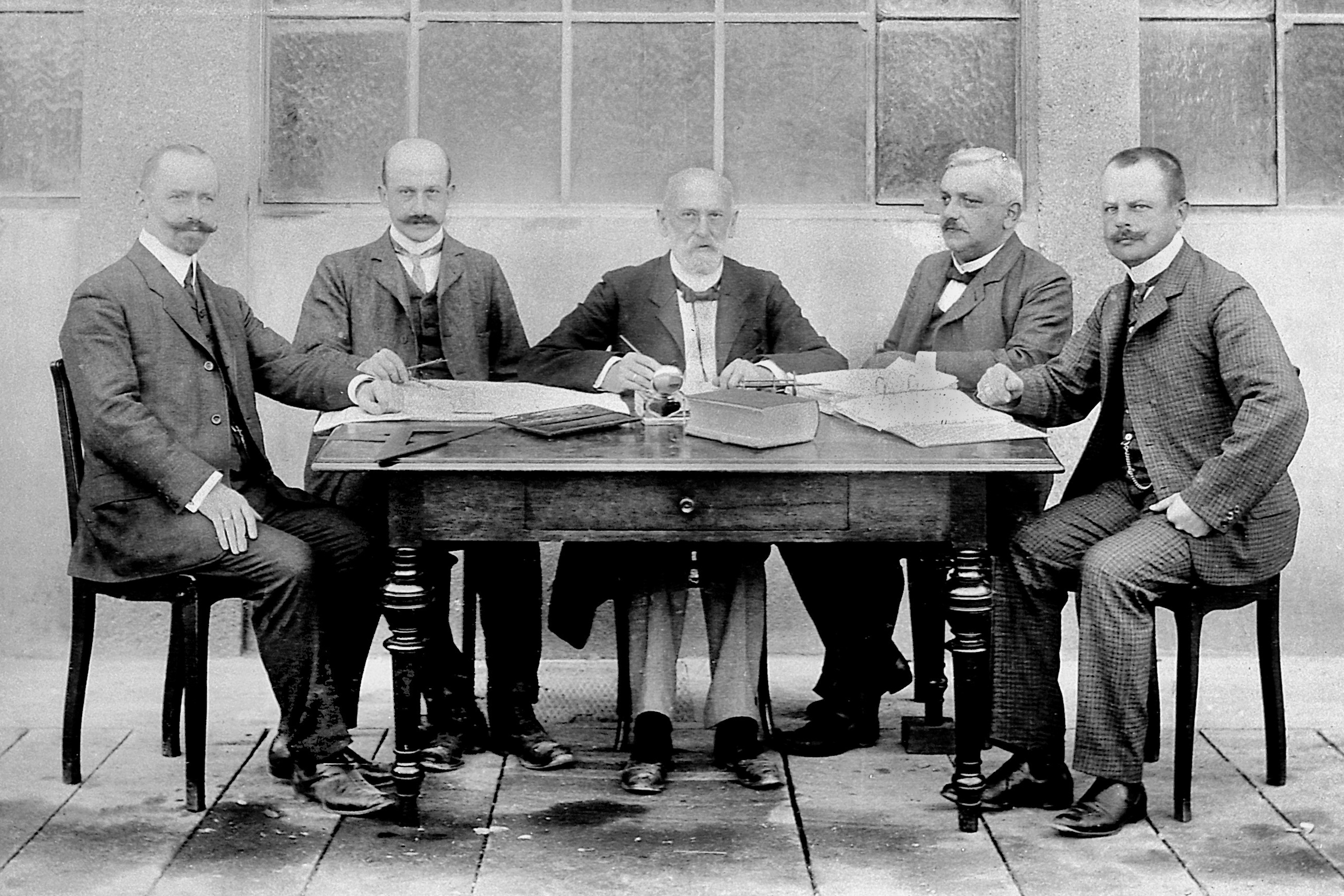
1907年時点のダイムラー社（DMG）の取締役たち。左から2番目がパウル・ダイムラー。右端の人物が弟のアドルフ。

1907年4月、マイバッハが開発方針を巡って社内で起こった対立からダイムラーを去った。そのため、後任としてパウル・ダイムラーが呼び戻され、同社の技術部長に就任した。
パウル・ダイムラーはエンジン開発で手腕を発揮し、ダイムラーの市販車用としては初となる直列6気筒エンジンを完成させた。マイバッハは同社を去る直前の1906年にレース用の直列6気筒エンジンを開発していた。これは1基が試作されたのみだったが、パウル・ダイムラーはこのエンジンを手本として発展させて翌年以降のレース用エンジンを開発し、1908年フランスグランプリでダイムラーにグランプリ初優勝をもたらすこととなる。
ダイムラーでは1909年から航空機用エンジンの本格的な生産を開始し、パウル・ダイムラーはその開発に注力することとなる。第一次世界大戦（1914年 - 1918年）中に航空機エンジン用にスーパーチャージャーの技術を開発し、戦後はその技術を自動車エンジンに転用した。自動車用スーパーチャージャーの技術はパウル・ダイムラーの後任であるフェルディナント・ポルシェが発展させ、まずレーシングカー用エンジンにおいて使用され、次いで市販車にも搭載されるようになり、1920年代から1930年代にかけてのダイムラー（ダイムラー・ベンツ）を特徴づける技術として認知されていった。
この時期にパウル・ダイムラーが開発した乗用車としては、ダイムラーに戻った直後の1907年に開発したデルンブルク・ヴァーゲンが知られる。この車両は当時ドイツ帝国の植民地だったドイツ領南西アフリカ（後のナミビア）で日常的に使えることをコンセプトに開発された四輪自動車で、全輪駆動かつ全輪操舵が可能だった。この車両はドイツで開発された後、南西アフリカに送られ、植民地相であるベルンハルト・デルンブルクにちなんで「デルンブルク・ヴァーゲン」と呼ばれるようになった。

### アルグス / ホルヒ（1923年 - 1928年）
ドイツ東部ツヴィッカウに所在するホルヒの大株主だったモーリッツ・ストラウスの誘いに乗り、1923年7月1日、ストラウスがオーナーを務めるアルグスの主任設計者として雇われ、アルグスの航空機エンジンや、ホルヒの自動車エンジンの設計を手掛けた。
1928年にはアルグスを去り、その後はベルリンで技術コンサルタントを生業とした。

## 代表作
パウル・ダイムラーが主導して開発した車両を以下に例示する。
- アウストロ・ダイムラー時代

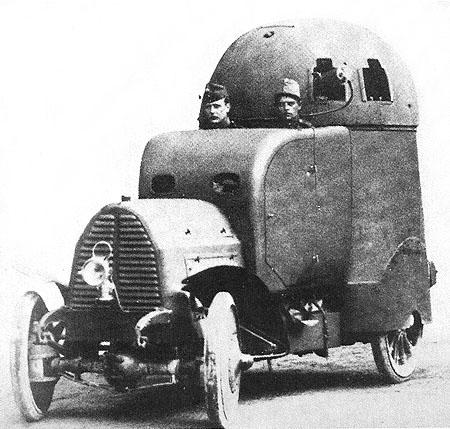
装甲車（1906年）

- ダイムラー時代

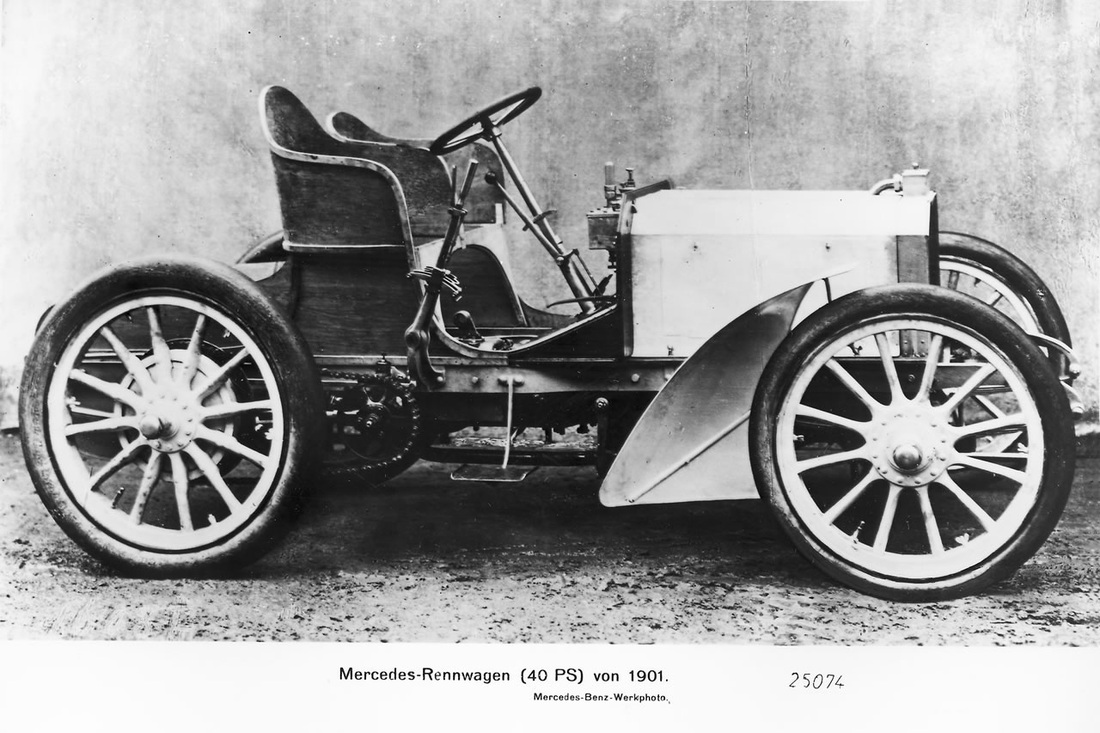
メルセデス・35PS（1900年）※マイバッハとの協働による
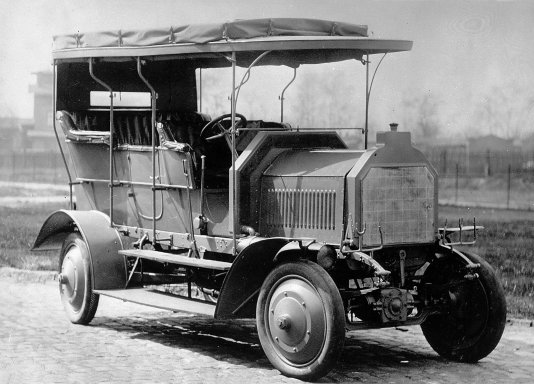
デルンブルク・ヴァーゲン（1907年）
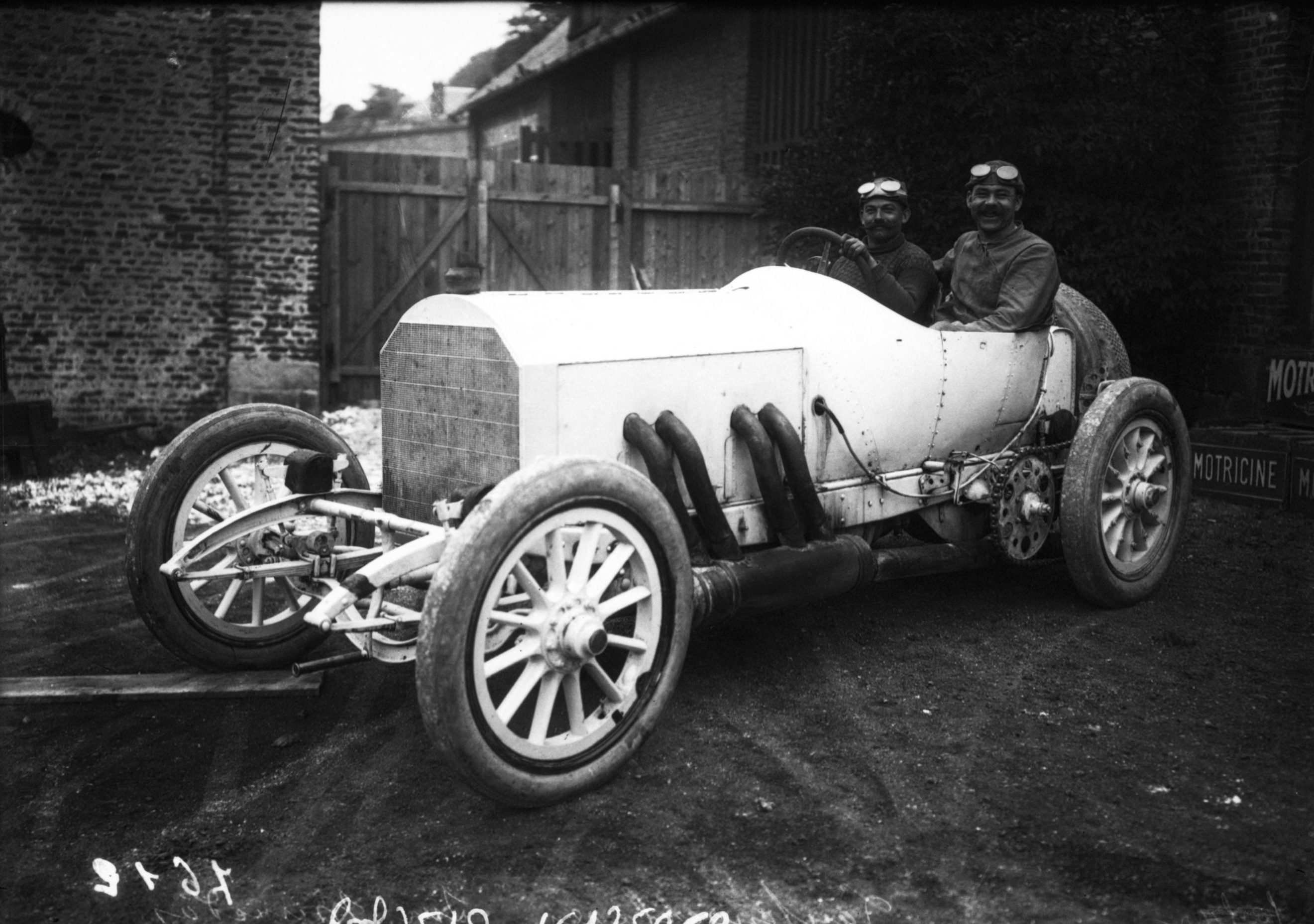
メルセデス・140PS（1908年）
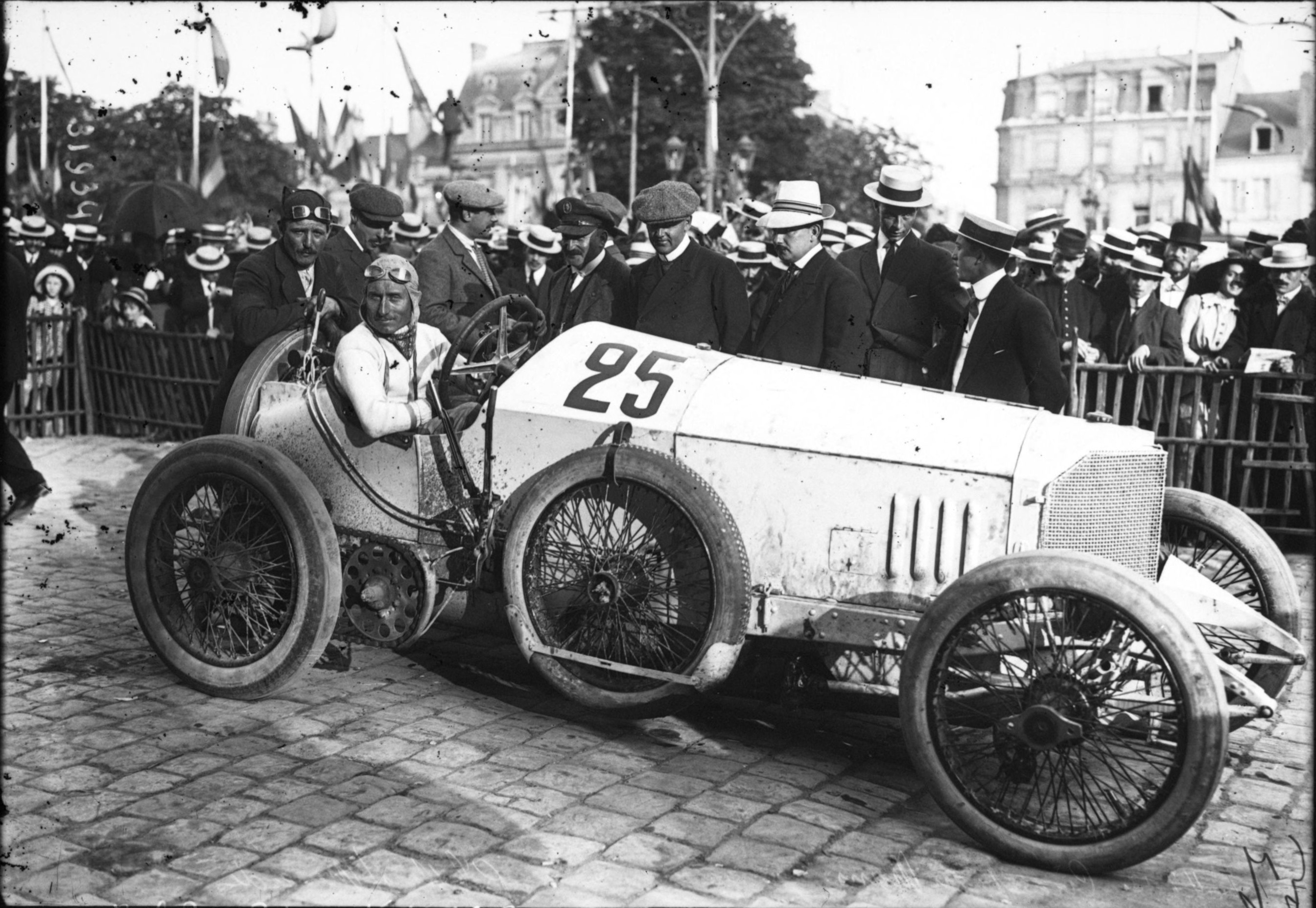
メルセデス・18/100PS（1913年）[注釈 3]
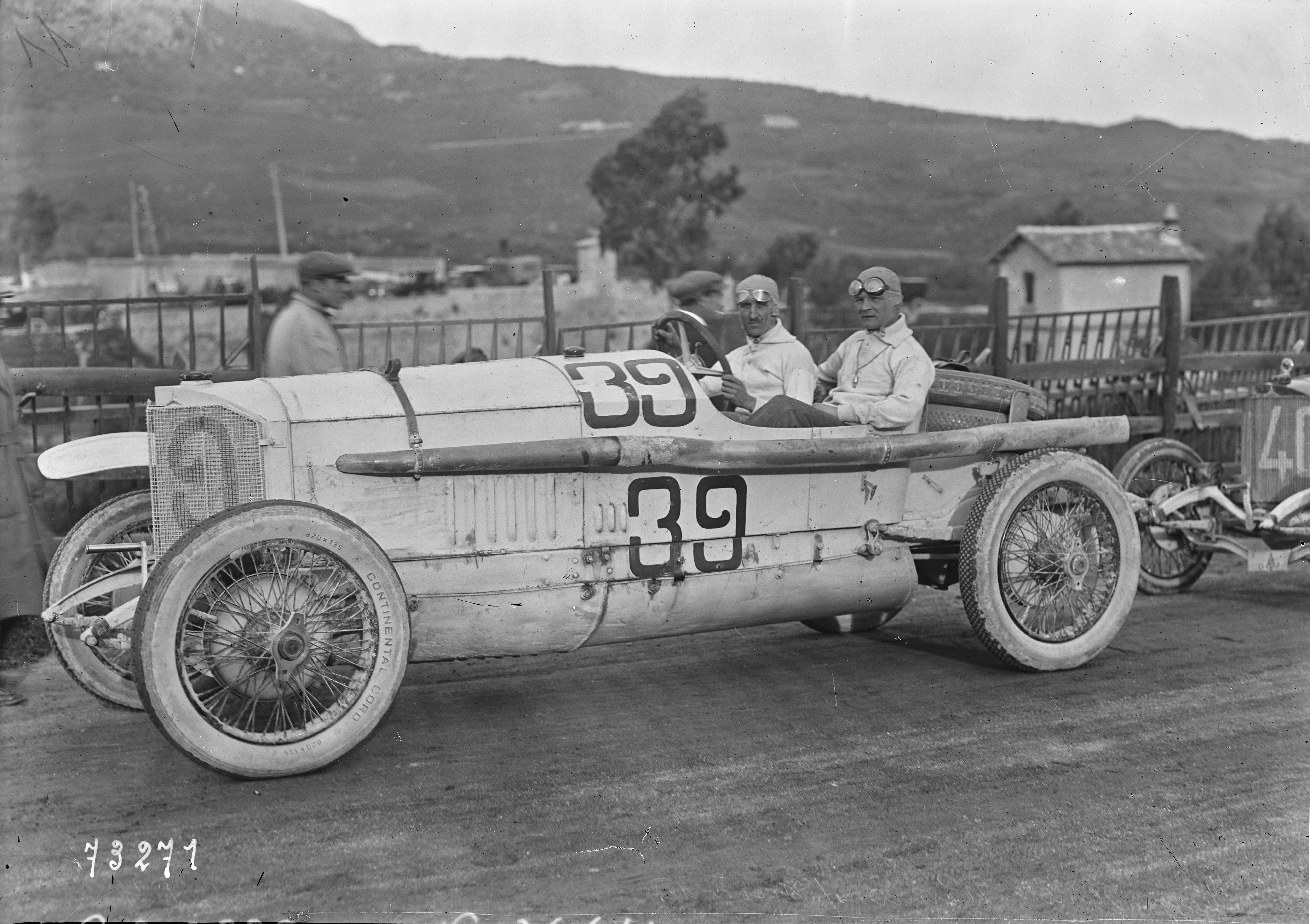
メルセデス・6/40/65PS（1922年）[注釈 4]